# トゥーイル郡 (ユタ州)
トゥーイル郡（英: Tooele County、[tuːˈɛlə]）は、アメリカ合衆国ユタ州の北西部に位置する郡である。人口は7万2698人（2020年）。郡庁所在地はトゥーイル（人口3万1605人）であり、同郡で人口最大の都市でもある。1852年に設立され、郡名はインディアンの酋長の名前から派生したと考えられている。
トゥーイル郡はソルトレイクシティ大都市圏、並びにソルトレイクシティ・オグデン・クリアフィールド広域都市圏に属している。CNNMoney.comの2008年の記事では、2000年以降アメリカ合衆国の郡の中で最も就職機会が成長している郡となっている。

## 歴史
幾つかのインディアン集団が後にトゥーイル郡となった地域に住んでいた証拠が見つかっているが、西部ショショーニ語を話すゴシュート族のみがこの荒れ地を先祖以来の土地として主張していた。ゴシュート族の昔からの領地には現在のトゥーイル郡の大半が含まれている。
1849年、この地域最初の白人であるエズラ・T・ベンソンが率いる末日聖徒イエス・キリスト教会員が恒久的な開拓地を設立した。製材所が建てられたこの地はベンソンに因んでE・T・シティと呼ばれた。ユタ準州議会が最初にトゥーイル郡を指定したときは、「トゥーイラ」と呼んでおり、1850年1月時点ではその領域も現在とはかなり異なっていた。トゥーイルという名前はインディアンの酋長の名前から派生したと考えられているが、そのような酋長が存在したのかについては議論がある。別の説ではゴシュート族の「熊」を意味する "tu-wanda" から、あるいはホタルイ属の植物を指すアステカを起源とするスペイン語 "tule" から来ているというものである。トゥーイル郡は後にユタ州となるデザレット州ができたときの6郡の１つだった。
1852年までにグランツビル、ベイツビルおよびパインキャニオン（後にリンカーンと名付けられた）の町が作られた
1855年、リッチビルの町が郡庁所在地に指定されたが、間もなくトゥーイルの町の方がかなり大きいことが明らかになってきた。1861年、準州議会が新しい郡庁所在地を選ぶことを認め、トゥーイルが全会一致で選定された。
トゥーイル郡初期の歴史ではゴシュート族との関係が険悪だった。1851年に牛泥棒に反応した少なくとも50人の開拓者集団がゴシュート族を追跡してその宿営地を襲い、インディアン9人を殺した。1850年代を通じて似たような事件が続き、インディアンは常に負ける側だった。1859年、連邦政府インディアン局代表のロバート・B・ジャービスが回遊型の部族を説得し、ディープ・クリークと呼ばれる農場型居留地に入らせた。その結果は楽しみなものと見えていたが、ジャービスが1860年に辞任し、その計画に対する支持が消滅して、居留地は放棄されることになった。ジャービスの後任であるベンジャミン・デイビーズはゴシュート族が連邦政府に対する信頼を失っていることに気づき、ゴシュート族の土地をそれ以上侵略しないよう進言したが、その提案はほとんど無視された。
ゴシュート族の領地には22か所の駅馬車中継所が建設され、その多くは地域で希な自然の泉があるところだった。郵便中継所に対するゴシュート族の攻撃は1860年に激しくなり、互いに襲撃を繰り返す中で多くの者が殺された。南北戦争が始まった時に連邦軍がこの地を去り、1862年にカリフォルニア州からパトリック・E・コナー将軍が来るまで、防衛はノーブー・リージョン（モルモン教徒が作った民兵隊）の手に委ねられた。
コナーはインディアンに対して情け容赦が無かった。1863年にはアイダホの南部で300人以上のショショーニ族インディアンを殺した。コナーの兵士はインディアンの宿営地を時には見境無く攻撃したが、1863年には駅馬車会社が16人の人員と150頭以上の馬を失った。1863年に和平協定が結ばれ、年金支給と殺された動物の代償に1,000ドルを渡すのと引き替えに、敵対を止めることと陸路の安全を手に入れた。この協定ではゴシュート族が土地を支配することを認めていたが、1865年6月に結ばれた協定ではその土地を割譲させた。
コナー将軍はモルモン教徒に反感を抱いていた。またその部下には鉱物の探査を奨励した。コナーは鉱業を興せばユタ準州に非モルモン教徒を呼び寄せられると考えた。1864年にトゥーイル郡で部下が金、銀、鉛および亜鉛の鉱脈を発見した後にコナーの考えが正しいことが証明された。オーカー山脈西部で兵士によってラッシュバレー鉱業地区が設立され、最初の都市に100件以上の鉱業権が申請された。オーファーやルイストンなど新しい鉱山町では1870年代にそれぞれ人口6,000人以上に膨れあがり、トゥーイルやモルモン教徒の町全ての人口を上回った。

### トゥーイル共和国
1874年から1879年、ユタ州リベラル党の非モルモン教徒の政治家がトゥーイル郡を支配した。これはユタ準州の政界で非モルモン教徒が成功した最初の機会だった。彼等は思いつきで郡のことを「トゥーイル共和国」と呼んだ。
その選挙は1870年に結成された反モルモン教リベラル党にとって最初の成功だった。リベラルとは郡内の非モルモン教鉱業人口を選挙での成功の自然環境と見なし、鉱業地区での激しい運動は1874年6月の選挙まで続いた。非モルモン教徒でユタ準州知事に指名されたジョージ・L・ウッズは自ら郡内でリベラル党のために選挙運動を率いた。

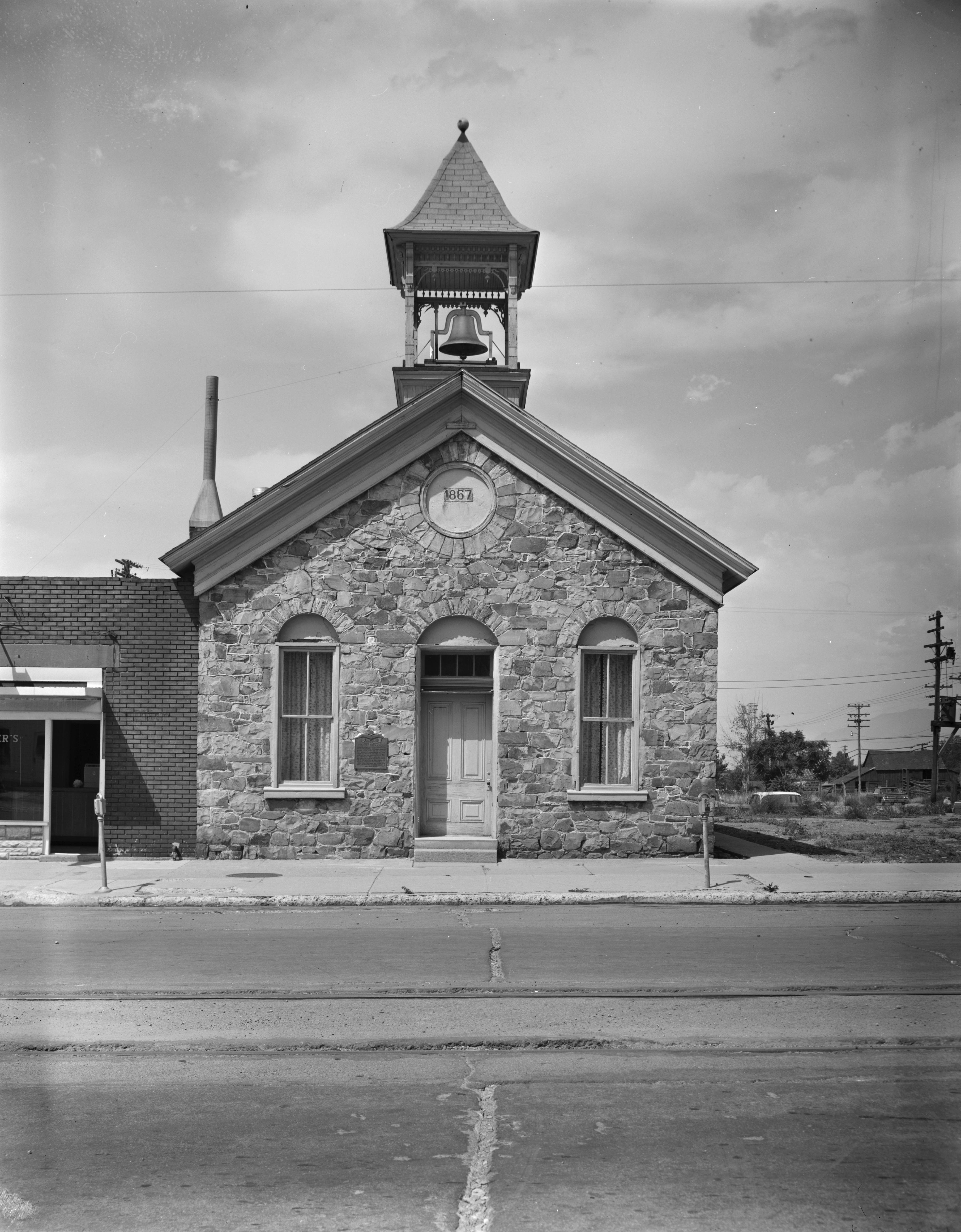
昔のトゥーイル郡庁舎、1874年の政治闘争の場となった

選挙を管轄したモルモン教徒人民党は選挙当日に幾つかの投票所を監視しており、2,200票の中で約300票差でリベラル党が勝利した後で、選挙の不正について苦情を言い立てた。人民党は、リベラル党支持者が1回を超えて投票し、投票者の多くは必要とされる6か月以上居住者ではなく、しかも納税者ではないと主張し、準州法に従って納税者のみが投票できると言い張った。人民党はトゥーイル郡資産税納税者が1,500人しか登録されていないのに対し、約2,200票が投じられたという事実に注意を向けた。人民党は不正があったとされているが故に、トゥーイル郡選挙管理局とトゥーイル郡庁舎を明け渡すことを拒んだ。
ウッズ知事は予想通り苦情を退け、リベラル党の勝利を確認した。第3地区裁判所判事のジェイムズ・B・マッキーンは違法な行為があったとする証拠は無いと裁定した。マッキーンは人頭税を納税者であるという意味の中で解釈した。この選挙で300人以上のカーペットバッガー（北部から流れてきた人々）が居たとか複数回投票があったことを証明する証拠が無かったので、マッキーンは投票結果を認め、連邦副保安官がリベラル党候補者を就任させるのを承認した。
トゥーイル郡選挙管理局は一時的に放棄されたときに占領されたが、人民党支持者の集団が日夜郡庁舎を保持した。保安官とリベラル党候補者は数で優勢であり、武装しバリケードの中に入ったモルモン教徒の説得を試みた。どちらの側も武力行使すれば戦闘になることを気づいていたが、それでも権力委譲の合意には至らなかった。
マッキーン判事は強い言葉を使った差し止め命令を発行し、ブリガム・ヤングはその追随者達（モルモン教徒）に連邦裁判所に従う義務があると伝えた。郡庁舎が放棄されたので、約5年間のリベラル党支配が始まった。しかし、ユタ準州議会は議員の最終決定権を持っていたので、トゥーイル郡選出のリベラル党議員の就任を拒否した。
リベラル党は対抗馬の居なかった1876年の選挙でも勝利した。
1876年、準州議会は有権者登録と地方選挙での婦人参政権を要求する法案を成立させた。ユタ準州内では1870年以来婦人が投票に参加していた。リベラル党は通常政治に興味がある男性坑夫に支持されており、両法案に反対した。1878年、リベラル党はトゥーイル郡での多数党の地位を失い、手続きの遅れのために6か月以上経った1879年に人民党が再度支配を確立した。
トゥーイル共和国時代はその後の政治家達によって過剰な浪費の時代と特徴づけられた。郡は約16,000ドルの負債を負っており、共和国が始まったときの額をかなり上回っていた。

### 現代のトゥーイル郡
20世紀に入っても鉱業はトゥーイル郡で重要な役割を演じ続けたが、軍隊の基地が2つできたことで恩恵を受けた。ウェンドーバー空軍基地は1945年に原子爆弾を初めて落としたエノラ・ゲイ乗組員の訓練基地だった。現在は閉鎖されている。1942年に建設されたトゥーイル陸軍補給敞はデザレット科学倉庫で、国内の45％に相当する化学兵器と生物兵器を貯蔵しており、この種の最大のものだった。1996年8月以降、トゥーイル科学物資廃棄施設で議論の多かった武器焼却炉を破壊することで、倉庫は小さくなっている。
2004年9月8日、トゥーイル郡にあるダグウェイ試験場の砂漠に宇宙探査機ジェネシスが墜落した。
郡内にはボンネビル塩原もある。

## 地理
トゥーイル郡はソルトレイク・バレーの西部にある広大なグレートソルト湖砂漠を含んでおり、面積では州内第2の広さがあり、また最も乾燥している（降水量が少ない）。
アメリカ合衆国国勢調査局に拠れば、郡域全面積は7,287平方マイル (18,870 km2)であり、このうち陸地は6,930平方マイル (17,900 km2)、水域は357平方マイル (920 km2)で水域率は4.90％である。

### 隣接する郡
- ボックスエルダー郡 - 北
- ウィーバー郡 - 北東隅
- デービス郡 - 東
- ソルトレイク郡 - 東
- ユタ郡 - 東
- ジューアブ郡 - 南
- ホワイトパイン郡 (ネバダ州) - 南西
- エルコ郡 (ネバダ州)  - 西

### 国立保護地域
- ワサッチ国立の森（部分）

## 人口動態
以下は2000年国勢調査による人口統計データである。
| 基礎データ - 人口: 40,735人 - 世帯数: 12,677 世帯 - 家族数: 10,128 家族 - 人口密度: 2人/km2（6人/mi2） - 住居数: 13,812軒 - 住居密度: 1軒/km5（2軒/mi2） 人種別人口構成 - 白人: 89.19% - アフリカン・アメリカン: 1.28% - ネイティブ・アメリカン: 1.70% - アジア人: 0.60% - 太平洋諸島系: 0.18% - その他の人種: 4.50% - 混血: 2.55% - ヒスパニック・ラテン系: 10.34% 先祖による構成 - イギリス系：25％ - ドイツ系：11％ - アイルランド系：6％ - メキシコ系：6％ - スコットランド系：5％ 年齢別人口構成 - 18歳未満: 35.0% - 18-24歳: 11.5% - 25-44歳: 29.5% - 45-64歳: 16.6% - 65歳以上: 7.2% - 年齢の中央値: 27歳 - 性比（女性100人あたり男性の人口） - 総人口: 97.0 - 18歳以上: 95.4 | 世帯と家族（対世帯数） - 18歳未満の子供がいる: 47.4% - 結婚・同居している夫婦: 66.0% - 未婚・離婚・死別女性が世帯主: 9.5% - 非家族世帯: 20.1% - 単身世帯: 16.8% - 65歳以上の老人1人暮らし: 6.1% - 平均構成人数 - 世帯: 3.11人 - 家族: 3.51人 収入と家計 - 収入の中央値 - 世帯: 45,773米ドル - 家族: 50,438米ドル - 性別 - 男性: 37,861米ドル - 女性: 24,179米ドル - 人口1人あたり収入: 16,321米ドル - 貧困線以下 - 対人口: 6.7% - 対家族数: 5.2% - 18歳未満: 7.7% - 65歳以上: 7.0% |

## 都市と町

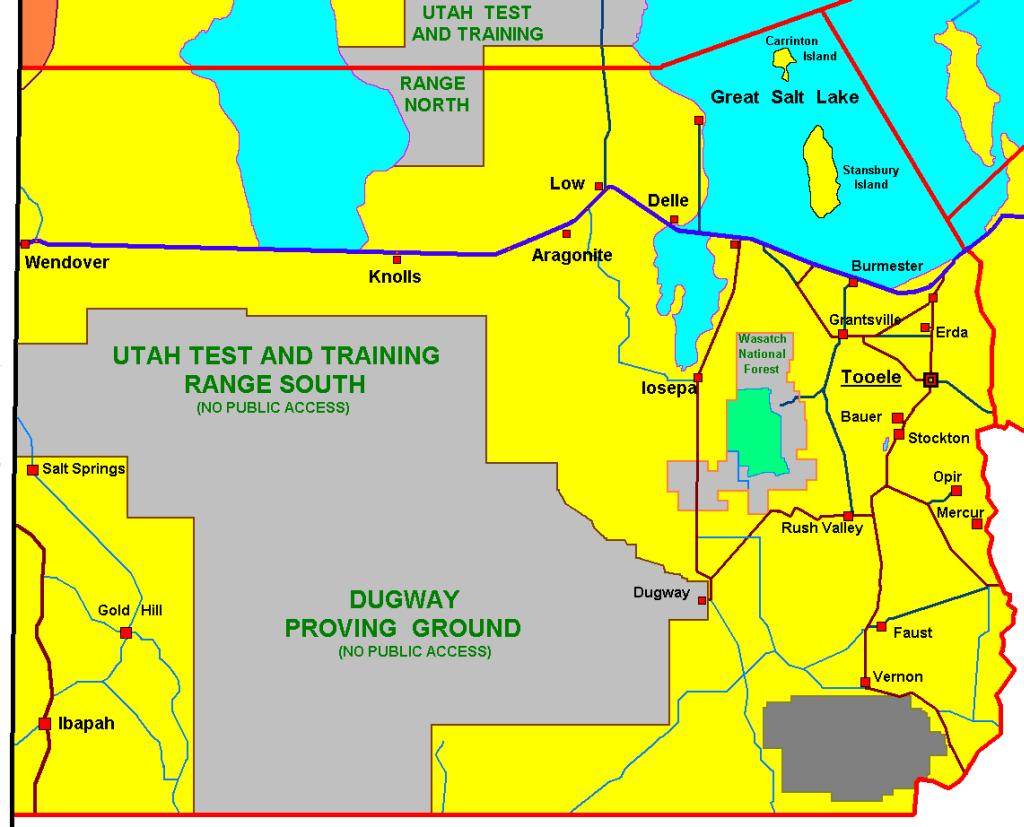
郡の地図

- トゥーイル、1853年法人化、郡庁所在地
- グランツビル、1867年法人化
- ウェンドーバー、1950年法人化
- オーファー
- ラッシュバレー
- ストックトン
- バーノン

## 未編入の町

### 国勢調査指定地域
- ダグウェイ
- アーダ
- スタンスベリーパーク

### その他の地域
- アイバパ
- レイクポイント